# Хемоглобин
Хемоглобин је металопротеин за пренос кисеоника који садржи гвожђе и налази се у црвеним крвним зрнцима код кичмењака. Хемоглобин преноси кисеоник из плућа или шкрга у остале делове тела, као што су нпр. мишићи. Он повећава преносни капацитет за кисеоник у литру крви са 5 на 250 ml/l. Хемоглобин има и кључну улогу и при преносу 2 и водоникових јона.
Име хемоглобин се састоји од речи хем и глобин, и на тај начин показује да је хемоглобин глобуларни протеин који садржи хем групу. Хем група се састоји од органског дела и атома гвожђа који је одговоран за везивање кисеоника.
Емпиријска хемијска формула најчешћег људског хемоглобина је 
2952H4664N812O832S8Fe4.

## Структура
Код људи, хемоглобин се састоји од четири протеинске подјединице. Свака подјединица се састоји од протеинског ланца који је везан са непротеинском хем групом. Сваки протеински ланац се уређује у алфа-хеликс.
Атом гвожђа у хем групи се везује са четири атома азота у средишту порфиринског прстена. Исти атом може да створи и две додатне везе, по једну са сваке стране равни хема. Та везивна места се зову пето и шесто координационо место. Оксидациони број атома гвожђа у хему може бити +2 и +3. Аналогни облици хемоглобина се зову ферохемоглобин и ферихемоглобин. Ферихемоглобин се још зове и метхемоглобин. Само хемоглобин оксидационог стања +2 може да веже кисеоник.|first=Cowan J. 
Хемоглобин се састоји од четири пептидна ланца. У молекулу хемоглобина постоје четири места на којима се веже кисеоник, јер сваки ланац садржи један хем. Четири полипептидна ланца су везана један за други соним мостовима, водоничним везама и хидрофобним интеракцијама.
Хемоглобин А, главни хемоглобин код одраслих, састоји се од два пара међусобно једнаких ланаца који се зову α- ланци, тј. β- ланци. Ови ланци могу доћи у додир на два начина: α1β1 и 2β2. Појединачна грађа хемоглобина А се означава као α2β2.
Тродимензионалну структуру хемоглобина А су одредили Макс Перуц и његови сарадници. Рендгеноструктурном анализом је утврђено да је молекул хемоглобина готово кугласт, пречника 5,5 nm. Четири ланца су тетраедарски распоређена. Хемови су смештени у процепима близу површине молекула, по један у свакој подјединици. Четири везивна места за кисеоник су међусобно веома удаљена. Сваки α-ланац је у контакту са оба β- ланца, док је између два α- ланца и два β- ланца мало интеракција.

## Оксидационо стање гвожђа у хемоглобину
Одређивање стања оксидације хемоглобина је тешко зато што је оксихемоглобин дијамагнетик (нема неспарених електрона), али нискоенергијске конфигурације - у 2 и Fe су парамагнетичне. Триплет кисеоника, врста која има најнижу енергију, има два неспарена е- у антивезивним π* молекулским орбиталама. Fe(II) настоји да буде у високоспинској конфигурацији где су неспарени е- у антивезивним орбиталама. Fe(III) има непаран број е-, па самим тим и неспарене е-. Сви ови молекули су парамагнетични, тако да неинтуитивна расподела е- мора постојати да би подстакла дијамагнетизам.
Постоје три могућности:
1. Нискоспински 2+ се веже за високо-енергијски триплет О2. Нискоспински Fe и синглет О2 су дијамагнетици.
2. Високо-спински 2+ се веже за 2- (супероксид јон) и а
3. Нискоспински 4+ веже се за О2-. Обоје су дијамагнетици.

Право оксидативно стање Fe је +3, а О2 је -1. Дијамагнетизам у овој конфигурацији потиче од неспарених - супероксида који се поравнавају антиферомагнетички у супротним смеру од неспарених - гвожђа.
Прелазак Fe у више оксидационо стање смањује величину атома и омогућава му да уђе у раван порфиринског прстена навлачећи координиран остатак хистидина и иницирајући алостеричне промене виђене код глобулина. Одређивање стања оксидације је само формализам, тако да сва три модела могу допринети у одређеној мери.
Ранији постулати су тврдили да је прва могућност исправна и да Fe треба да постоји у стању Fe(II). Присуство синглета кисеоника никада није објашњено.

## Кооперативност молекула хемоглобина
Улога хемоглобина је да преноси кисеоник из плућа, шкрга или коже животиња до њених капилара, из којих хемоглобин прелази у ћелије у којима се користи у процесима дисања. Количина кисеоника која може да се раствори, нпр. у телесним течностима била би довољна само за врло мале животиње. Већи организми захтевају постојање протеина као што је хемоглобин који ће да преноси веће количине кисеоника.
Молекул хемоглобина може максимално да веже четири молекула кисеоника и његова крива везивања има сигмоидалан облик.
Сигмоидална крива везивања може да се подели у три дела: при ниским концентрацијама лиганада степен везивања се врло мало повећава са порастом концентрације лиганада, средњи део почиње у тачки у којој при малом порасту концентрације лиганада настаје велики пораст у степену везивања, а завршава се у тачки у којој при даљем повећавању концентрације лиганада не долази до повећања степена засићења. Овакво понашање одговара кооперативном понашању.
Можемо квантитативно да утврдимо физиолошко значење сигмоидалне природе криве Hb: О2 интракције, односно биолошки значај кооперативности. То постижемо помоћу Хилове једначине:
{\displaystyle {\dfrac {Y}{(Y-1)}}=\left({\dfrac {pO_{2}}{p_{50}}}\right)^{n}}
Она описује везу између 2, афинитет хемоглобина ка кисеонику (дефинисан као p50, парцијални притисак кисеоника на коме је достигнута половина од максимума сатурације хемоглобина са кисеоником), и односа фракције хемоглобина везаног са кисеоником, Y, и фракције хемоглобина без везаног кисеоника, (1-Y). Коефицијент n је Хилов коефицијент, индекс кооперативности криве.

## Механизам везивања кисеоника за хемоглобин
Промене у константама дисоцијације, до којих долази са повећањем степена везивања кисеоника за хемоглобин, указује да је овај процес праћен променама у структури места где се везивање дешава. С обзиром да се структура везивног места не може мењати независно од структуре целог молекула протеина, структуре хемоглобина са и без везаног кисеоника се међусобно разликују. Везивање кисеоника узрокује такве конформационе промене у молекулу хемоглобина, да се разликују оксихемоглобин и деоксихемоглобин. Оксихемоглобин настаје током дисања, када се кисеоник везује за хем у еритроцитима. Деоксихемоглобин је облик хемоглобина без везаног кисеоника. У деоксихемоглобину се налази већи број соних мостова, који се у оксихемоглобину раскидају. Конформација деоксихемоглобина је стабилна (компактнија) и назива се Т стање, а конформација оксихемоглобина која је мање стабилна (релаксирана) назива се R стање. Конформације појединачних низова се обележавају као т односно r стање.
У т стању Fe(II) се налази око 0,6 Å изван равни хема према хистидину. При везивању кисеоника за хем мења се електронска густина гвожђа у хему, веза Fe- Nporfin се смањује за 0,1 Å и гвожђе улази у раван хема, повлачећи хистидин F8, који са собом повлачи и F хеликс.
Привлачење F хеликса изазива промене у контактима међу различитим подјединицама: ако се кисеоник веже за хем у 1подјединици, доћи ће до промена у контактима између 1 и 2 подјединице. Међутим, пошто су контакти између 2β1 подјединица непроменљиви, померање између α1β2 изазваће симетрично померање између друге две α2β1 подјединице. Тако ће везивање кисеоника за једну подјединицу изазвати њен прелазак из т у r конформацију, а то ће изазвати и прелазак конформације целокупног хемоглобина из Т у R стање. На тај начин ће све подјединице бити у r стању које је погодно за везивање кисеоника.
Примећено је да оксидација значајно мења кватернарну структуру хемоглобина. Кристали деоксихемоглобина се поремете када су изложени кисеонику. Рендгенска кристалографска анализа је показала да се оксихемоглобин и деоксихемоглобин приметно разликују у кватернарној структури. Као што је већ речено, постоје две врсте αβ контаката: α1β1 и α2β2 контакти, који садрже хеликсе  и  и GH угао. Ови контакти су пространи и важни за подјединично паковање. Они остају непромењени када хемоглобин прелази из деокси у окси облик. α1β2 и α2β1 контакти се зову клизни контакти и они садрже хеликсе  и  и FG угао. Када хемоглобин претрпи конформациону промену као резултат везивања лиганада за хем, долази до промене ових контаката.

## Алостерна својства хемоглобина
На афинитет хемоглобина за везивање кисеоника утиче већи број малих молекула: H+, 2, -, метаболит из гликолизе 2,3-дифосфоглицерат (BPG ). Код хемоглобина се јављају хомотропни и хетеротропни ефекти. Везивање кисеоника за хемоглобин резултује у позитивном хомотропном ефекту, док су +, 2, -, BPG, негативни хетеротропни ефектори за везивање кисеоника. Чиниоци који померају криву дисоцијације оксихемоглобина удесно (олакшавају отпуштање кисеоника) су: пад pH вредности у крви, пораст концентрације 2, пораст температуре крви, док су чиниоци који је померају удесно HbF, пад концентрације 2.

### Везивање2за хемоглобин
У аеробном организму на један потрошен молекул кисеоника настаје око 0,8 молекула 2. Већина CO2 се преноси као HCO3- који се ствара у еритроцитима деловањем карбоанхидразе:
2 + 2О ↔ HCO3- + +
Крв са високим процентом CO2 има нижи pH (киселија је). Хемоглобин може да везује протоне, а CO2 који проузрокује конформационе промене у протеину олакшава ослобађање кисеоника. Протони се везују на различитим местима у протеину, а CO2 се везује за алфа-амино групу при чему формира карбамат:
2 + 2 ↔ - + +
Обрнуто, када ниво CO2 у крви опада, CO2 и протони су ослобођени из хемоглобина, при чему се повећава афинитет протеина за кисионик. Ова контрола афинитета хемоглобина према кисеонику, тако што се везује и ослобађа CO2 и киселина, је позната под називом Боров ефекат.

### Везивање-а за хемоглобин
се везује у централној шупљини деоксихемоглобина електростатичким интеракцијама са позитивно наелектрисаним бочним остацима аминокиселина које се ту налазе. BPG стабилизује Т конформацију, повезујући β- подјединице Т конформације хемоглобина, што снижава афинитет хемоглобина за кисеоник. Прелазак Т → R приближава две β- подјединице и избацује BPG напоље.

### Везивањеза хемоглобин
Угљен-моноксид се такмичи са кисеоником око места на ком ће се везати у хему. Афинитет хемоглобина према CO је две стотине пута већи, него афинитет према кисеонику, што значи да и мале количине CO знатно смањују способност хемоглобина да преноси кисеоник. Када се CO веже за хемоглобин настаје светло црвено једињење које се зове карбоксихемоглобин.
На сличан начин хемоглобин има компетитивни афинитет према -, , 2 и S2-. Они везани за гвожђе у хему не мењају његово оксидационо стање, али изазивају велику токсичност.

## Улога у болести
Смањење хемоглобина, независно од промене броја еритроцита, доводи до анемије. Узроци анемије су различити, иако је недостатак гвожђа један од главних узрока. Еритроцити тада постају хипохромични (мањак црвеног пигмента) и микроцитични (мањи него нормални).
Друге анемије су ретке. Једна од таквих је српаста анемија, која се јавља код афричких и америчких црнаца. До овакве анемије доводи мутантни хемоглобин, HbS у којем је остатак Gly А3(6)β, који се налази на површини молекула хемоглобина. Деоксихемоглобин има особину да се агрегира у чврста влакна која се простиру целом дужином еритроцита. До агрегације HbS долази у капиларима, где је pO2 низак, а концентрација деоксихемоглобина висока. Агрегација HbS деформише еритроците и даје им карактеристичан српасти облик. Ови еритроцити су мање стабилни од нормалних и лако хемолизују.
Хемоглобин А се у мањој мери комбинује и са глукозом на одређеним местима у молекулу, при чему настаје Hb А1. Са порастом концентрације глукозе у крви, расте и проценат хемоглобина А који се претвара у Hb А 1. Код дијабетичара чији је ниво глукозе висок, проценат  А1 се такође веома повећава. Због спорог комбиновања хемоглобина А са глукозом, проценат  А1 се мери у крви.

## Улога у дијагностици
Мерење нивоа хемоглобина је један од најчешће извођених тестова крви. Резултати се приказују у g/l, g/dl или mol/l. Ако укупан хемоглобин падне испод тачно одређене вредности наступа анемија. Нормалне вредности за ниво хемоглобина су:
	• Жене: 12,1 — 15,1 g/dl
	• Мушкарци: 13,8 — 17,2 g/dl
	• Деца: 11 — 16 g/dl
	• Труднице: 11 — 12 g/dl
Анемије се могу поделити у односу на величину еритроцита на микроцитичне (мала величина еритроцита), нормоцитчне (нормална величина еритроцита) и макроцитичне (велики еритроцити). Приликом донације крви ради се тест на хемоглобин.
Ниво глукозе може веома да варира из сата у сат, тако да само са једним узорком глукозе пацијента се не могу добити репрезентативни резултати на глукозу. Зато се узорак крви може анализирати на ниво Hb А1, што даје тачније резултате за дужи временски период. Нормални резултати треба да су 6% или мање. Овакав тест је нарочито користан за дијабетичаре.

## Функционалне разлике миоглобина и хемоглобина
Хемоглобин је алостерни протеин, а миоглобин није. Та разлика се осликава на три начина:
1. Везивање првог молекула кисеоника на хемоглобин помаже везивање других молекула кисеоника у истом молекулу хемоглобина. Кисеоник се на хемоглобин везује кооперативно, док то није случај код миоглобина.
2. Афинитет хемоглобина према кисеонику зависи од pH, а афинитет миоглобина не зависи.
3. Афинитет хемоглобина према кисеонику одређују и органски фосфати попут дифосфоглицерата. Везивање фосфата смањује афинитет хемоглобина према кисеонику, па је онда он мањи него код миоглобина.